# Ilıcaköy, Şavşat
Ilıca là một xã thuộc huyện Şavşat, tỉnh Artvin, Thổ Nhĩ Kỳ. Dân số thời điểm năm 2010 là 236 người.